# Asghar Farhadi
Asghar Farhadi (pers. ‏اصغر فرهادی‎; ur. 7 maja 1972 w Isfahanie) – irański reżyser, scenarzysta i producent filmowy. Dwukrotny laureat Oscara za najlepszy film nieanglojęzyczny.

## Kariera
Ukończył studia teatralne na wydziale reżyserskim. Jako scenarzysta, a także reżyser, pracował na potrzeby telewizji. W pełnym metrażu debiutował filmem Tańcząc w pyle (2003). 
Międzynarodowy sukces odniósł dramatem Co wiesz o Elly? (2009). Opowiadał on o grupie trzydziestoletnich Teherańczyków wspólnie udających się na krótki wyjazd z miasta, podczas którego przyjacielskie więzi zaczynają się rozpadać w obliczu tragedii. Farhadi za ten obraz otrzymał m.in. Srebrnego Niedźwiedzia za reżyserię na 59. MFF w Berlinie.
Swój największy triumf odniósł na 61. MFF w Berlinie, gdy otrzymał Złotego Niedźwiedzia za obraz Rozstanie (2011). Rok później film ten otrzymał również Oscara za najlepszy film nieanglojęzyczny.
W 2017 za film Klient Farhadi otrzymał ponownie Oscara w tej kategorii. Reżyser zbojkotował ceremonię w związku z zakazem wjazdu do Stanów Zjednoczonych dla obywateli siedmiu państw muzułmańskich, ogłoszonym przez administrację Donalda Trumpa.
Jego film Bohater (2021) zdobył Grand Prix, czyli drugą nagrodę konkursu głównego, na 74. MFF w Cannes oraz był nominowany do Złotego Globu w kategorii najlepszy film nieanglojęzyczny.
Farhadi zasiadał w jury konkursu głównego na 75. MFF w Cannes (2022).

## Filmografia
(zawiera tylko filmy w reżyserii Farhadiego)
| Rok  | Film             | Reżyser | Producent | Scenarzysta | RT   |
| ---- | ---------------- | ------- | --------- | ----------- | ---- |
| 2003 | Tańcząc w pyle   | Tak     | Nie       | Tak         | n/a  |
| 2004 | Piękne miasto    | Tak     | Nie       | Tak         | 90%  |
| 2006 | Perski Nowy Rok  | Tak     | Nie       | Tak         | 100% |
| 2009 | Co wiesz o Elly? | Tak     | Tak       | Tak         | 99%  |
| 2011 | Rozstanie        | Tak     | Tak       | Tak         | 99%  |
| 2013 | Przeszłość       | Tak     | Nie       | Tak         | 92%  |
| 2016 | Klient           | Tak     | Tak       | Tak         | 96%  |
| 2018 | Wszyscy wiedzą   | Tak     | Tak       | Tak         | 78%  |
| 2021 | Bohater          | Tak     | Tak       | Tak         | 97%  |

## Nagrody
- Nagroda na MFF w Cannes Nagroda za najlepszy scenariusz: 2016: Klient
- Nagroda na MFF w Berlinie
  - Złoty Niedźwiedź: 2011: Rozstanie
  - Srebrny Niedźwiedź dla najlepszego reżysera: 2009: Co wiesz o Elly?
- Nagroda Grand Prix na MFF w Cannes 2021: Bohater